# Iglesia de Santa María (Soto de Luiña)
La iglesia de Santa María de Soto de Luiña, es una construcción que data del siglo XVIII ubicada en el concejo de Cudillero, en el Principado de Asturias (España). Junto con la Casa Rectoral, forma un antiguo hospital de peregrinos vinculado al Camino de Santiago.
Fue construida sobre una capilla o ermita anterior, ubicada sobre un antiguo manantial que dotaba al lugar de cierto carácter divino.
El templo tiene planta de cruz latina, con tres naves y otras tantas capillas, con ábside semicircular y torre de planta cuadrada a los pies, en piedra gris y muros blanqueados, con arcos de medio punto, 3 pisos, y hornacianas de piedra y madera. Conserva los pórticos laterales apoyados sobre columnas. Está rematada con un capitel octogonal de sillares visos coronado por uno gigante de piedra. En las esquinas tiene gárgolas zoomorfas.
La primera obra realizada fue de la torre diseñada por el Maestro Domingo Fernández; casi paralelamente se construyó la capilla Mayor y del Rosario, siendo rematada esta obra por Pedro García. Con posterioridad, y tras un largo pleito con el pueblo, se construirá por parte de don Lope Matías Menéndez de Luarca y Tineo, la capilla de Santa Inés, y a mediados del siglo XVIII se completan las obras de la nave central, con apertura de arcos, puertas y ventanas.
El retablo mayor, de estilo barroco y probablemente obra de José Bernardo de Mena, está dedicado a Nuestra Señora de la Humildad, con imágenes del escultor asturiano Antonio Baroja. A la derecha, el retablo del Rosario donde está representado el Árbol de la Vida de Jesús; y a la izquierda, el retablo de Santa Inés, donde está representado el Árbol del Nacimiento de Jesús.
Sobre la puerta principal hay una inscripción con el siguiente texto: 

ANO de 1782 IGLESIA DE ASILO

Tras la restauración realizada en 1984, fue declarada monumento histórico-artístico. El 28 de noviembre de 1996 fue declarada Bien de Interés Cultural y desde el año 2015 es Patrimonio Mundial de la Unesco vinculado al Camino de Santiago de la Costa conjuntamente con el Antiguo Hospital de Peregrinos del Rosario.
Entre los bienes muebles de la parroquia, llama la atención la Cruz Procesional de plata, fechada en el año 1609, y que puede ser atribuida al orfebre de Valladolid Juan de Nápoles Mudarra, de excelente factura, y una de las mejores de España. También se conserva una custodia de plata del siglo XVII y un importante fondo documental del XVII.

## Galería de imágenes

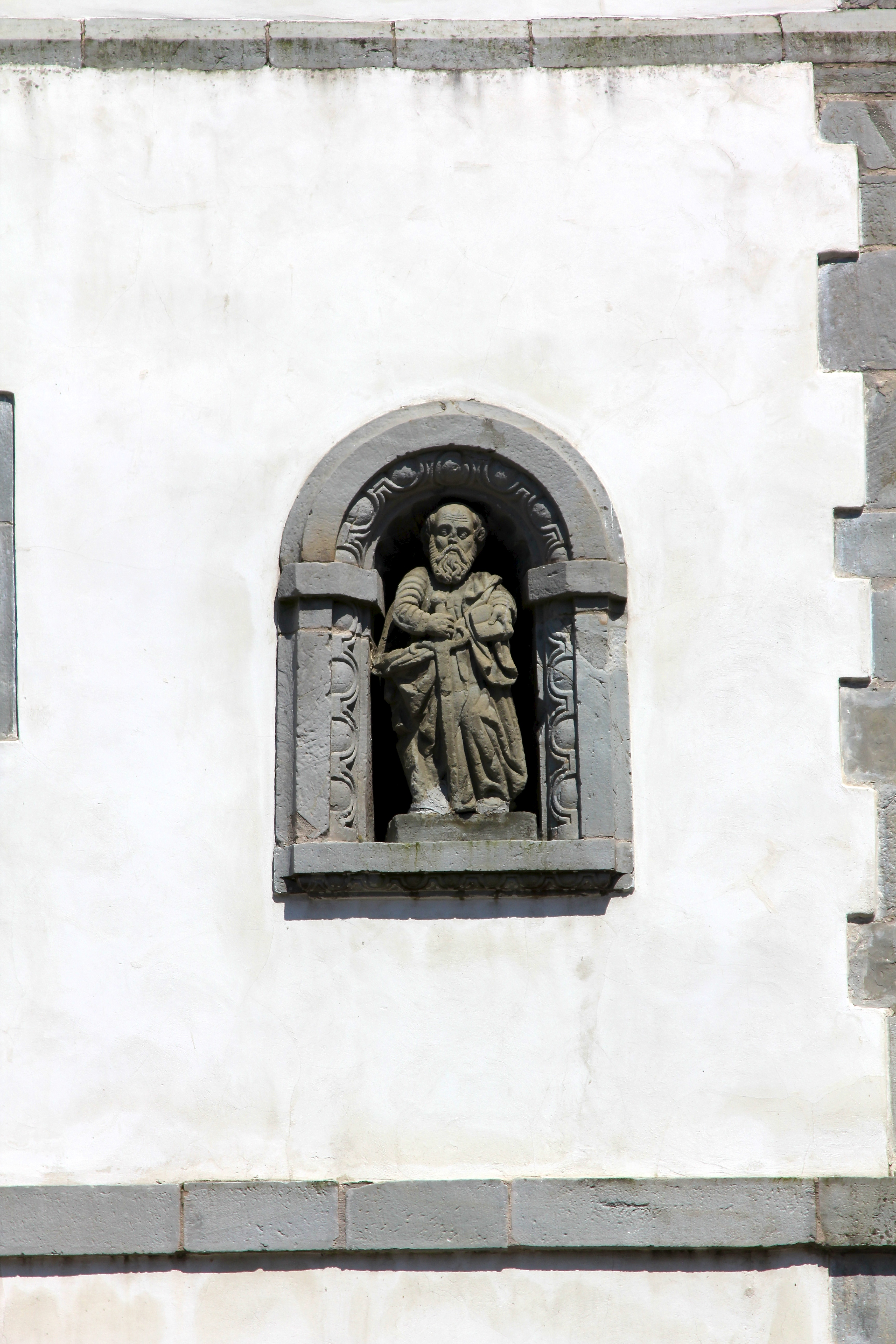
Detalle.
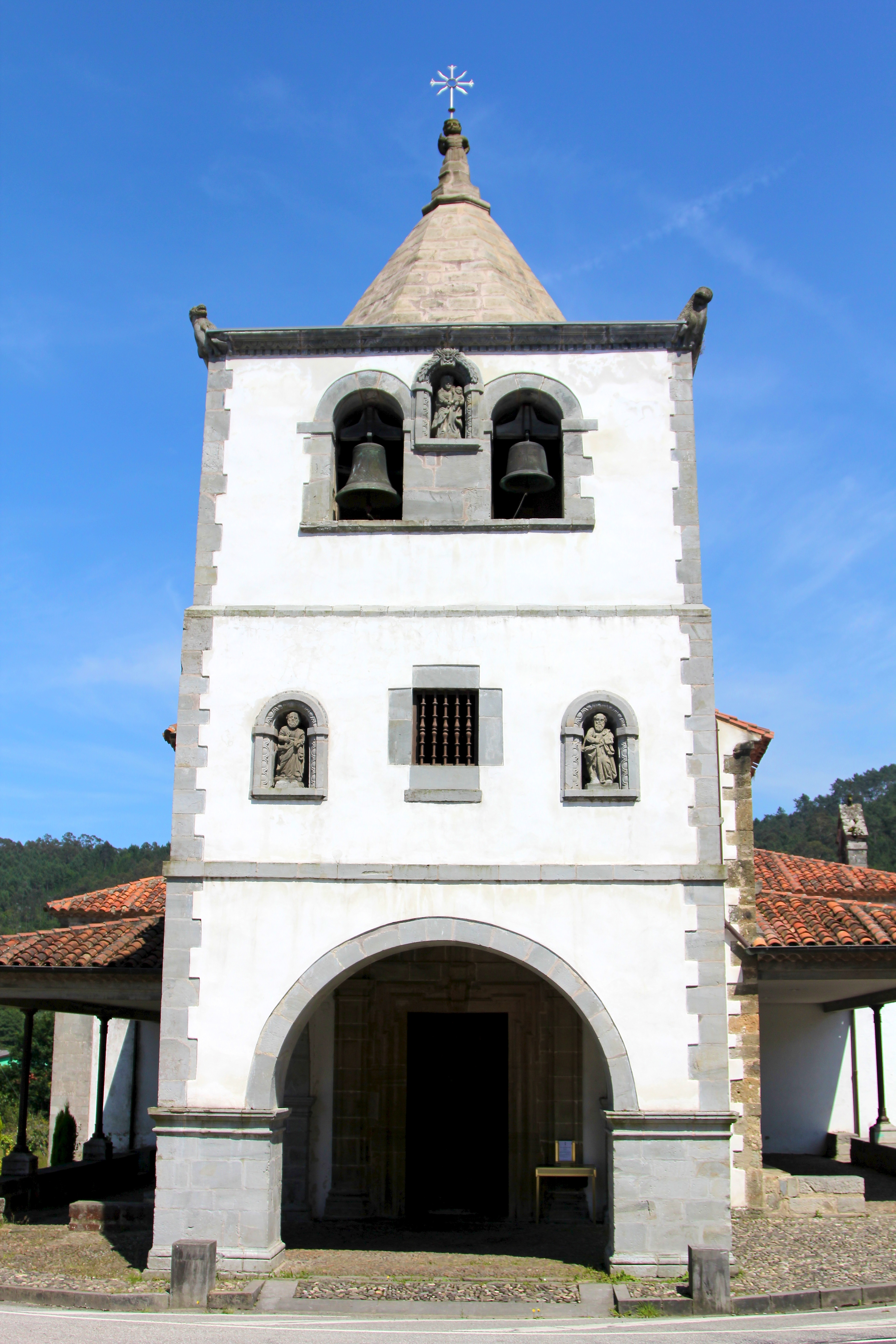
Imagen frontal.
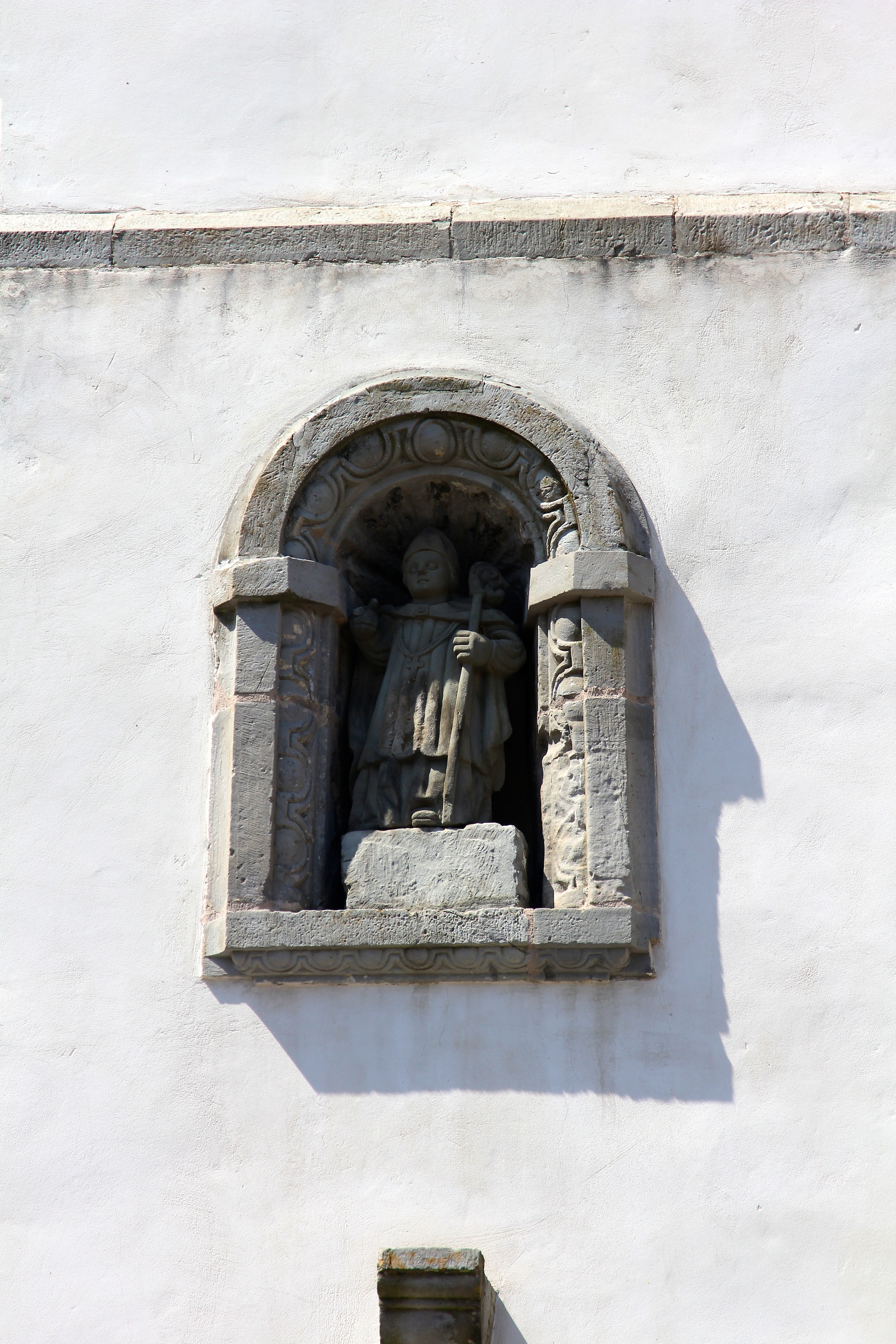
Detalle.
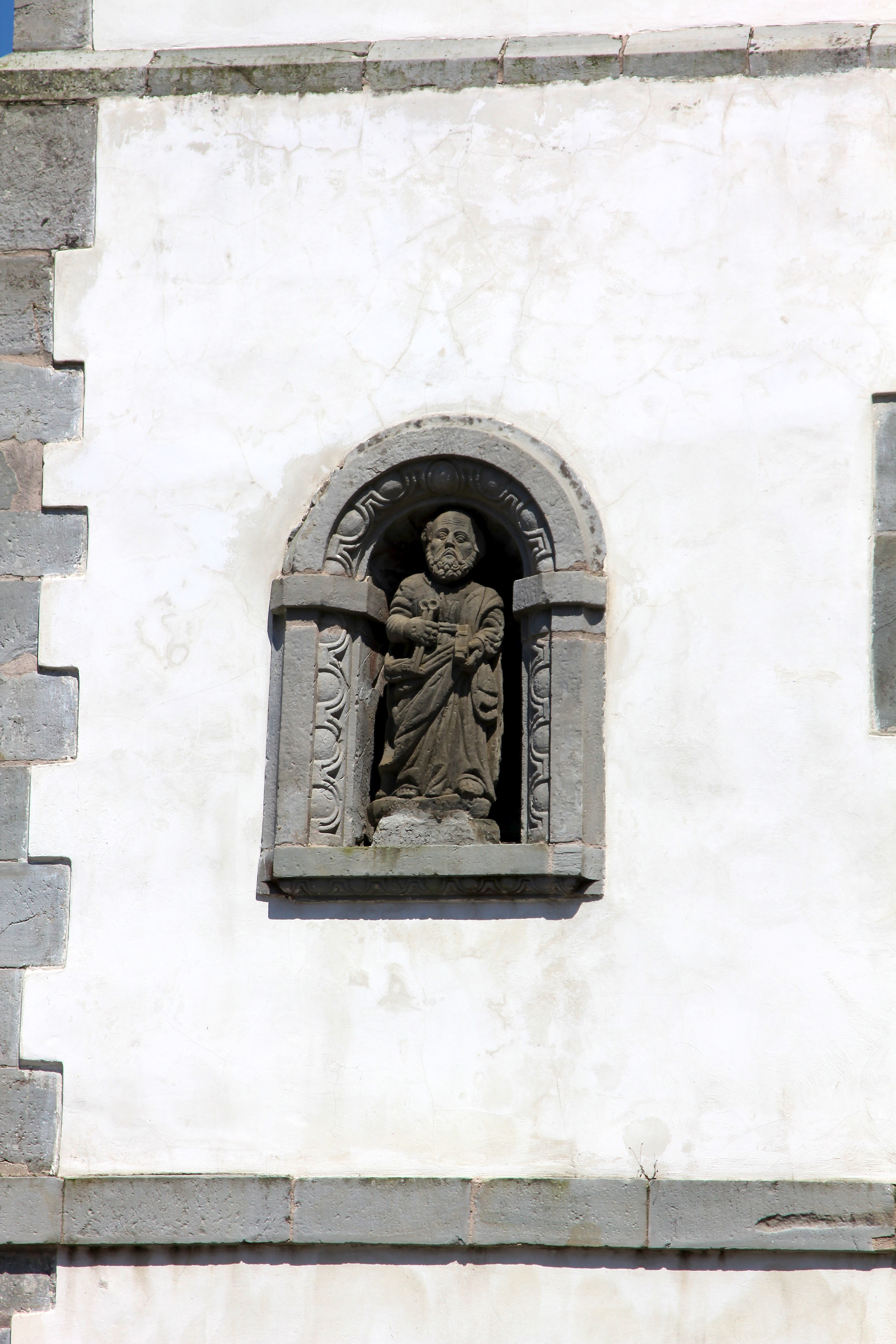
Detalle.